# Menone (Iliade)
Menone, (in greco antico: Μένων?, Ménon), figura mitologica dell'Iliade (XII, v. 193), fu un guerriero troiano.
Menone fu ucciso dall'acheo Leonteo durante l'assalto alle mura di Troia.
()